# Вітрильність
Під вітрильністю може матися на увазі:
- Властивість будь-якого предмета сприймати кінетичну енергію повітряного потоку (вітру).
- Площа проєкції надводної частини корабля (судна) на його діаметральну площину. При визначенні площі вітрильності враховуються проєкції усіх суцільних поверхонь судна: борту, надбудов, рубок, щогл, димових труб і т. д. При визначенні вітрильності несуцільних поверхонь (леєрів, такелажу і т. ін.) вводиться коефіцієнт заповнення. Момент крену і величина дрейфу, що виникають через вплив на судно штормового вітру істотно залежать від вітрильності та піднесення над основною площиною центру вітрильності (центру ваги надводної частини корабля).
- Загальна площа усіх вітрил, що входять до складу вітрильного озброєння корабля (судна).